# Acacia sabulosa
Acacia sabulosa é uma espécie de leguminosa do gênero Acacia, pertencente à família Fabaceae.